# Бранденбергер-Ахе
Бранденбергер-Ахе (нем. Brandenberger Ache) — река в Баварии (Германия) и округе Куфштайн (Австрия). Левый приток Инна, впадающего в Дунай.

## География
Протяжённость реки — 27,7 км. Площадь водосборного бассейна — 283 км².
Вытекает из озера Шпитцингзе в южной Баварии на высоте 870 м над уровнем моря. Река протекает с юга на север от города Раттенберг. Впадает в реку Инн в Крамзахе на высоте 360 м над уровнем моря.

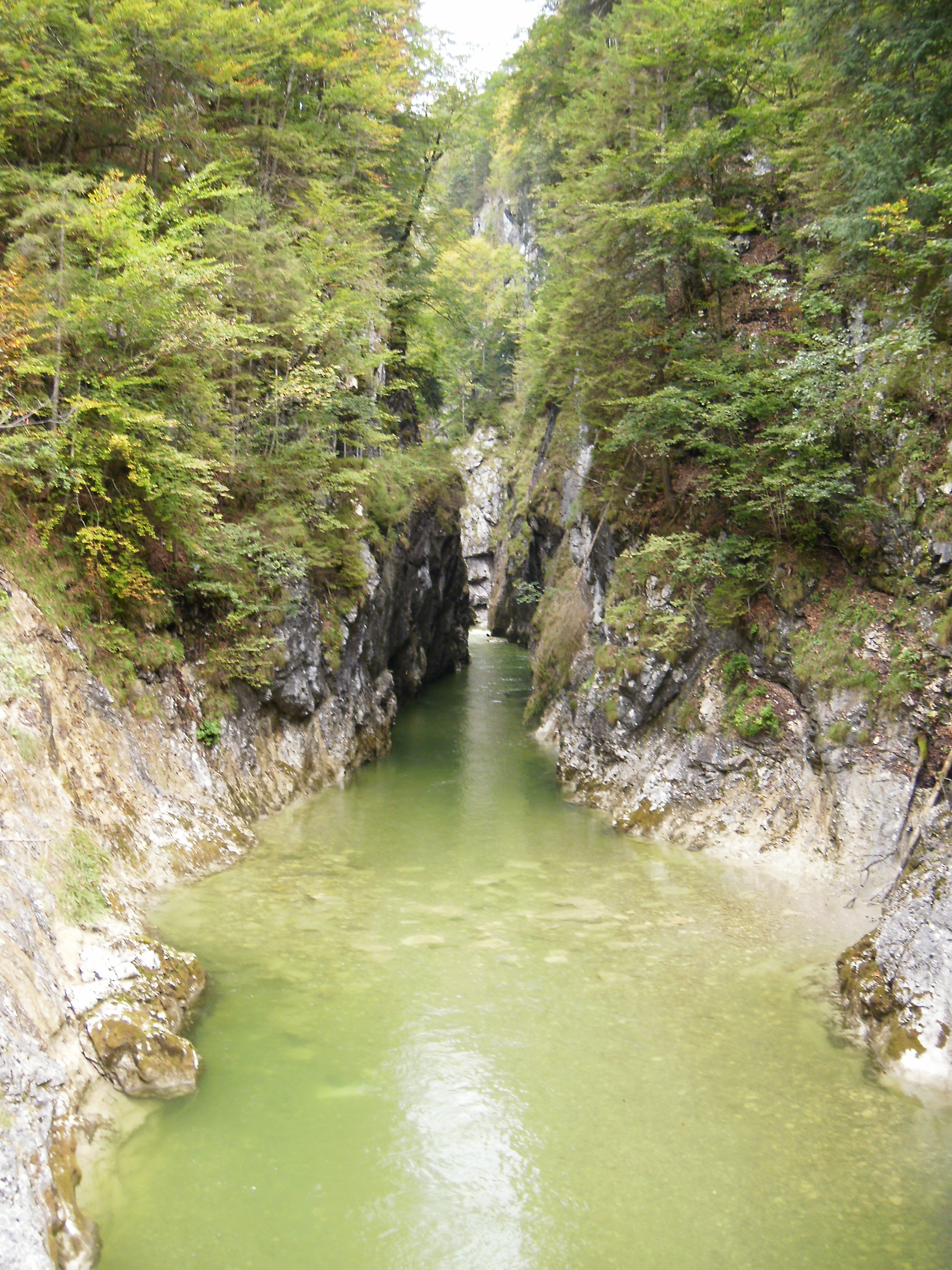
Бранденбергер-Ахе в ущелье Кайзеркламм.

Бранденбергер-Ахе получает воду из различных ручьев в Бранденбергерских Альпах и в горах Мангфалл в южной Баварии. Основной исток реки начинается от слияния ручьёв Красный и Белый Валепп в долине к югу от озера Шпитцингзе на немецко-австрийской границе и называется Грундахе. После слияния с Маршбахом ручей становится рекой Бранденбергер-Ахе, в которую впадают Байрахе, Вайсахе, Эллбахе и Штейнбергер-Ахе. Затем он протекает ниже деревни Бранденберг и впадает в Инн в Крамзахе.
Течение Бранденбергер-Ахе обладает исключительной особенностью: в то время как другие реки, такие как Изар, Рисбахе, Дюррахе или Зееахе, берут свое начало в Альпах и текут на север на край Альп, Бранденбергер-Ахе протекает по противоположному маршруту: с севера на юг, прорезая Северные Известняковые Альпы, в сторону Инна. Бранденбергер-Ахе проходит через горные гряды, проходящие в направлении восток-запад, в нескольких глубоко прорезанных ущельях, которые чередуются с подобными бассейну расширениями. Река пробивается через известняки формации Веттерштайн в ущелье Кайзеркламм к северу от Бранденберга и Хауптдоломит в ущелье Тифенбах у Крамзаха.
Общая длина Бранденбергер-Ахе, включая Красный Валепп, который считается верхним течением, составляет 33,1 км, от слияния Красного и Белого Валеппов — 27,7 км (из них 26,5 км в Тироле), а от слияния Грундахе и Марчбахе — 23,6 км.

## Гидрография
Площадь водосбора Бранденбергер-Ахе составляет 282,1 км², из которых 62,0 км² находятся в Баварии. Самая высокая точка водосбора — это Хохисс, находящаяся на высоте 2299 м над уровнем моря.
Средний расход воду на уровне Мариатала за 3 км до устья, составляет 10,4 м³/с, что соответствует модулю стока 38,2 л/(с×км²). Бранденбергер-Ахе имеет водный режим с умеренной амплитудой. Средний расход в месяц с наибольшим количеством воды в мае — 16,2 м³/с, что примерно в три раза выше, чем в месяц с наименьшим количеством воды в январе — 5,26 м³/с.